# Lekkoatletyka na Letnich Igrzyskach Olimpijskich 1980 – bieg na 3000 m z przeszkodami mężczyzn
Bieg na 3000 metrów z przeszkodami mężczyzn podczas XXII Letnich Igrzysk Olimpijskich w Moskwie rozegrano 26 (eliminacje), 28 (półfinały) i 31 lipca 1980 (finał) na Stadionie Łużniki. Zwycięzcą został reprezentant Polski Bronisław Malinowski.

## Rekordy

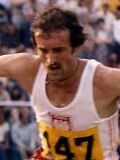
Bronisław Malinowski

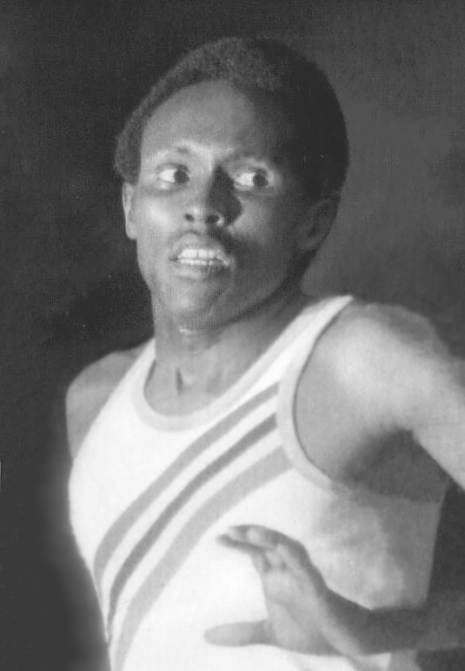
Filbert Bayi

|                   | Zawodnik        | Narodowość | Czas    | Data               | Miejsce  |
| ----------------- | --------------- | ---------- | ------- | ------------------ | -------- |
| Rekord świata     | Henry Rono      | Kenia      | 8:05,4  | 13 maja 1978(dts)  | Seattle  |
| Rekord olimpijski | Anders Gärderud | Szwecja    | 8:08,02 | 28 lipca 1976(dts) | Montreal |

## Wyniki
| Poz. - pozycja |
| – rekord świata \| – rekord krajowy \| – rekord życiowy \| = – wyrównany rekord życiowy \| · – najlepszy wynik w sezonie \| = – wyrównany najlepszy wynik w sezonie \| – rekord olimpijski |
| Fn – falstart \| DNF – nie ukończył \| DNS – nie wystartował \| DSQ – zdyskwalifikowany |

### Eliminacje
Rozegrano trzy biegi eliminacyjne. Do półfinałów awansowało po sześciu najlepszych zawodników z każdego biegu (Q) oraz sześciu z najlepszymi czasami spośród pozostałych (q}.

#### Bieg 1
| Poz. | Zawodnik           | Narodowość      | Rezultat | Uwagi |
| ---- | ------------------ | --------------- | -------- | ----- |
| 1    | Filbert Bayi       | Tanzania        | 8:21,38  | Q     |
| 2    | Eshetu Tura        | Etiopia         | 8:23,73  | Q     |
| 3    | Bogusław Mamiński  | Polska          | 8:23,92  | Q     |
| 4    | Wolfgang Konrad    | Austria         | 8:24,92  | Q     |
| 5    | Francisco Sánchez  | Hiszpania       | 8:27,50  | Q     |
| 6    | Tommy Ekblom       | Finlandia       | 8:27,80  | Q     |
| 7    | Aleksandr Worobiej | ZSRR            | 8:42,59  | q     |
| 8    | Tony Staynings     | Wielka Brytania | 8:47,42  | q     |
| 9    | Nicolae Voicu      | Rumunia         | 8:48,97  |       |
| 10   | Anders Carlson     | Szwecja         | 9:01,77  |       |

#### Bieg 2
| Poz. | Zawodnik             | Narodowość      | Rezultat | Uwagi |
| ---- | -------------------- | --------------- | -------- | ----- |
| 1    | Bronisław Malinowski | Polska          | 8:29,80  | Q     |
| 2    | Dušan Moravčík       | Czechosłowacja  | 8:33,31  | Q     |
| 3    | Serhij Olizarenko    | ZSRR            | 8:34,20  | Q     |
| 4    | Colin Reitz          | Wielka Brytania | 8:35,21  | Q     |
| 5    | Roberto Volpi        | Włochy          | 8:35,53  | Q     |
| 6    | Vesa Laukkanen       | Finlandia       | 8:38,33  | Q     |
| 7    | Paul Copu            | Rumunia         | 8:45,54  | q     |
| 8    | Girma Wolde-Hana     | Etiopia         | 8:54,60  |       |
| 9    | Ralf Pönitzsch       | NRD             | 8:56,45  |       |
| 10   | Abdul Karim Joumaa   | Syria           | 9:29,38  |       |
| –    | José Sena            | Portugalia      | DNF      |       |

#### Bieg 3
| Poz. | Zawodnik             | Narodowość      | Rezultat | Uwagi |
| ---- | -------------------- | --------------- | -------- | ----- |
| 1    | Domingo Ramón        | Hiszpania       | 8:31,81  | Q     |
| 2    | Anatolij Dimow       | ZSRR            | 8:33,18  | Q     |
| 3    | Vasile Bichea        | Rumunia         | 8:35,55  | Q     |
| 4    | Krzysztof Wesołowski | Polska          | 8:35,58  | Q     |
| 5    | Roger Hackney        | Wielka Brytania | 8:36,34  | Q     |
| 6    | Giuseppe Gerbi       | Włochy          | 8:37,03  | Q     |
| 7    | Lahcen Babaci        | Algieria        | 8:38,68  | q     |
| 8    | Hailu Wolde-Tsadik   | Etiopia         | 8:40,98  | q     |
| 9    | Stanimir Nenow       | Bułgaria        | 8:43,77  | q     |
| 10   | Albert Marie         | Seszele         | 9:19,62  |       |
| –    | Tapio Kantanen       | Finlandia       | DNS      |       |

### Półfinały
Rozegrano dwa biegi półfinałowe. Do finału awansowało po czterech najlepszych zawodników z każdego biegu (Q) oraz czterech z najlepszymi czasami spośród pozostałych (q}.

#### Bieg 1
| Poz. | Zawodnik             | Narodowość      | Rezultat | Uwagi |
| ---- | -------------------- | --------------- | -------- | ----- |
| 1    | Filbert Bayi         | Tanzania        | 8:16,11  | Q     |
| 2    | Eshetu Tura          | Etiopia         | 8:16,17  | Q     |
| 3    | Bogusław Mamiński    | Polska          | 8:18,78  | Q     |
| 4    | Francisco Sánchez    | Hiszpania       | 8:18,96  | Q     |
| 5    | Anatolij Dimow       | ZSRR            | 8:24,81  | q     |
| 6    | Lahcen Babaci        | Algieria        | 8:25,47  | q     |
| 7    | Roberto Volpi        | Włochy          | 8:29,70  |       |
| 8    | Colin Reitz          | Wielka Brytania | 8:29,75  |       |
| 9    | Krzysztof Wesołowski | Polska          | 8:33,02  |       |
| 10   | Vesa Laukkanen       | Finlandia       | 8:33,30  |       |
| 11   | Paul Copu            | Rumunia         | 8:44,91  |       |
| 12   | Stanimir Nenow       | Bułgaria        | 8:50,17  |       |

#### Bieg 2
| Poz. | Zawodnik             | Narodowość      | Rezultat | Uwagi |
| ---- | -------------------- | --------------- | -------- | ----- |
| 1    | Bronisław Malinowski | Polska          | 8:21,15  | Q     |
| 2    | Domingo Ramón        | Hiszpania       | 8:21,94  | Q     |
| 3    | Vasile Bichea        | Rumunia         | 8:24,23  | Q     |
| 4    | Tommy Ekblom         | Finlandia       | 8:24,29  | Q     |
| 5    | Giuseppe Gerbi       | Włochy          | 8:27,19  | q     |
| 6    | Dušan Moravčík       | Czechosłowacja  | 8:28,00  | q     |
| 7    | Roger Hackney        | Wielka Brytania | 8:29,18  |       |
| 8    | Hailu Wolde-Tsadik   | Etiopia         | 8:34,94  |       |
| 9    | Aleksandr Worobiej   | ZSRR            | 8:44,24  |       |
| 10   | Wolfgang Konrad      | Austria         | 8:51,59  |       |
| 11   | Tony Staynings       | Wielka Brytania | 8:52,30  |       |
| –    | Serhij Olizarenko    | ZSRR            | DNF      |       |

### Finał
| Poz. | Zawodnik             | Narodowość     | Rezultat | Uwagi |
| ---- | -------------------- | -------------- | -------- | ----- |
| 1    | Bronisław Malinowski | Polska         | 8:09,80  |       |
| 2    | Filbert Bayi         | Tanzania       | 8:12,48  |       |
| 3    | Eshetu Tura          | Etiopia        | 8:13,57  |       |
| 4    | Domingo Ramón        | Hiszpania      | 8:15,74  | [ 3 ] |
| 5    | Francisco Sánchez    | Hiszpania      | 8:17,93  |       |
| 6    | Giuseppe Gerbi       | Włochy         | 8:18,47  |       |
| 7    | Bogusław Mamiński    | Polska         | 8:19,43  |       |
| 8    | Anatolij Dimow       | ZSRR           | 8:19,75  | [ 4 ] |
| 9    | Vasile Bichea        | Rumunia        | 8:23,86  |       |
| 10   | Dušan Moravčík       | Czechosłowacja | 8:29,03  |       |
| 11   | Lahcen Babaci        | Algieria       | 8:31,80  |       |
| 12   | Tommy Ekblom         | Finlandia      | 8:40,86  |       |